# 日本大学研究所・付属施設
日本大学研究所・付属施設（にほんだいがくけんきゅうじょふぞくしせつ）は、日本大学に置かれている研究機関と付属機関である。大学には、本部が所管する施設、学部側が独立して所管する施設がある。

## 概要
日本大学は、学部、研究科、研究施設等において多岐にわたる分野の研究者が在籍しており、外部の資金を活用した大きなプロジェクトによる高度な研究も進めている。また、これら研究の成果を大学教育に活かしている。病院施設においては医歯系3学部の付属病院が医療機関として整備されている。その他に資料館・博物館、生涯学習センターなどもある。
日本大学では、約80,000人におよぶ学生が在籍し、16学部22研究科、32の研究所で約4,500名におよぶ研究者が研究施設に所属している。

## 研究所・機関
- 本部所管
  - 総合科学研究所
    - 人文科学、社会科学及び自然科学にわたる総合的または学際的な研究を行い、あわせて、大学及び学部等が設置する各研究所の機能を総合している。

  - 量子科学研究所
  - 教育制度研究所
    - 内外、古今にわたる教育制度の研究、特に近代日本教育及び世界教育文化の総合的研究所。

  - 精神文化研究所
  - 人口研究所
  - 産官学連携知財センター
  - 総合学術情報センター
  - 総合生涯学習センター
  - 桜門会館（交友会館）
  - 日本大学カザルスホール
  - 図書館分館 ※デジタルサービスは総合学術情報センターにより運営。
  - 稲城総合グラウンド
    - 使用競技部：ラグビー部・サッカー部

  - 塩原研修所
    - 使用目的：ゼミ合宿・サークル合宿。天然温泉の利用が可能。

  - 軽井沢研修所
    - 使用目的：ゼミ合宿、サークル合宿などの課外活動。

  - 八幡山練習所[注釈 1]
    - 日本大学のスポーツ健康科学の拠点として国内最大を誇る総合体育施設。トレーニング施設が設備され、食事は栄養管理されたバイキング方式である。

  - 学生寮[注釈 2]
    - 経済支援型の学生寮であり、成績優秀者を対象にした学生寮（男子寮）もある。

  - 顕義園
    - 学祖山田顕義の遺徳を顕彰した史跡公園。

- 生物資源科学部
  - 総合研究所
  - 国際地域研究所
  - 海洋生物教育研究センター
  - 生命科学研究センター
  - 生物環境科学研究センター
    - 文部科学省の私立大学学術研究高度化推進事業のオープン・リサーチ・センター整備事業によるプロジェクトの研究拠点として設立。

  - 動物医科学研究センター（NUVERC）
    - 文部科学省によって選定された私立大学戦略的研究基盤形成支援事業「人獣共通感染症の戦略的国際疫学研究の推進と若手研究者の実践的育成」に基づく先端的研究施設。

  - 下田臨海実験所
    - 使用目的：研究、学生の実習。施設の使用については、原則として研究・実習を優先している。

  - 食品加工実習センター
  - 富士自然教育センター
    - 新宿泊棟、セミナーホール、実習棟、簡易宿泊棟、宿泊棟（ロッヂ）

  - 放射線利用施設
    - 放射線及び国際規制物資を利用する事で、研究・教育の発展に寄与すると共に、利用者の安全確保と研究支援を行っている。

  - 博物館（博物館相当施設）[1]
    - 家畜、野生動物の大型骨格、剥製をはじめ、昆虫・樹木・植物などの標本、古農具、漁具など多数展示。

  - 農場NUBS-Farm
    - 教育農場として学生の実験・実習、教職員の試験研究、生産活動に活用している。また、学外の農業関係専門家の視察、幼稚園・小中学生、地域住民の見学・体験実習なども受け入れている。

  - 演習林（八雲・水上・君津・藤沢の各実習所[注釈 3]）
    - 研究・教育のために維持管理された、調査・体験学習に必要な野外教室[2]。

  - 生物資源科学部動物病院（ANMEC）
    - 詳細は#附属病院。

- 医学部
  - 総合医学研究所[3]
    - 昭和52年5月に医学に関する学理・技術の総合的研究を行うことを目的に設置。

  - 先端医学総合研究センター
  - 日本大学病院健診センター[4]
    - 平成26年10月に開院した日本大学病院の4階へ移転した。

  - 医学生涯教育センター[5]
  - 日本大学病院（2014年10月に開設）
    - 詳細は#附属病院。

  - 医学部附属板橋病院
    - 詳細は#附属病院。

- 歯学部
  - 総合歯学研究所
    - 総歯研は、産学官連携の研究体制における中心的役割として機能を果たしている。

  - 歯学部付属歯科病院
    - 詳細は#附属病院。

- 松戸歯学部
  - 口腔科学研究所
    - 平成19年度、文部科学省に学術フロンティア「歯周病による動脈硬化、糖尿病、低体重児出産の誘発機序の解明とその制御」が選定された研究拠点。

  - 歯学史資料室[6]
    - 古文書、古医書、ツゲを使った木床義歯、お歯黒陶歯など、医歯薬の歴史を語る上で重要な資料が展示され、一般公開もおこなわれており（毎週水曜日）、近隣の住民や内外の研究者などに幅広く利用されている。

  - 松戸歯学部付属病院
    - 詳細は#附属病院。

- 薬学部
  - 薬学研究所[注釈 4]
    - 同研究所には共同研究施設が設備されている[7]。

- 法学部
  - 法学研究所
  - 政経研究所
  - 比較法研究所
  - 新聞学研究所
  - 国際知的財産研究所

- 文理学部
  - 人文科学研究所
  - 自然科学研究所
  - 情報科学研究所
  - FLEC-外国語教育センター
  - 心理臨床センター
  - 山中湖セミナーハウス
  - 資料館（博物館相当施設）[8]
  - 富士学会
    - 富士学の樹立と育成、国民的公益の増進を図ることを目的として創設された。

- 経済学部
  - 経済科学研究所
  - 産業経営研究所
  - 菅平研修所

- 商学部
  - 商学研究所
  - 会計学研究所
  - 情報科学研究所

- 国際関係学部
  - 生活科学研究所
  - 国際関係研究所
  - 国際機関資料室[9]
    - 国連寄託図書館、EU情報センター、OECD（経済協力開発機構）、国際協力プラザコーナーを設置し、資料や情報の提供を行っている。

- 藝術学部
  - 芸術研究所
  - 芸術資料館（博物館相当施設）[10]
    - 学芸員課程の博物館実習施設に指定されている。

  - 館山セミナーハウス
    - 南房総の千葉県館山市にある芸術学部の厚生施設。

- 理工学部
  - 理工学研究所[注釈 5]
  - 日本大学量子科学研究所
    - 物理実験B棟（日本大学電子線利用研究施設）

  - 情報教育研究センター
  - テクノプレース15
  - 科学技術史料センター（CST MUSEUM）[11]
  - 物理実験A棟
  - 測量実習センター
  - 八海山セミナーハウス
    - 越後三山として名勝である「八海山」を冠した建物である。

- 工学部
  - 工学研究所

- 生産工学部
  - 生産工学研究所

- 危機管理学部・スポーツ科学部
  - 体育施設
    - 危機管理学部・スポーツ科学部は共に三軒茶屋キャンパス内にあり、両学部が共有した体育館、練習・トレーニング場等が設備されている[注釈 6]。

- 通信教育部
  - 通信教育研究所

## 附属病院

付属病院の画像
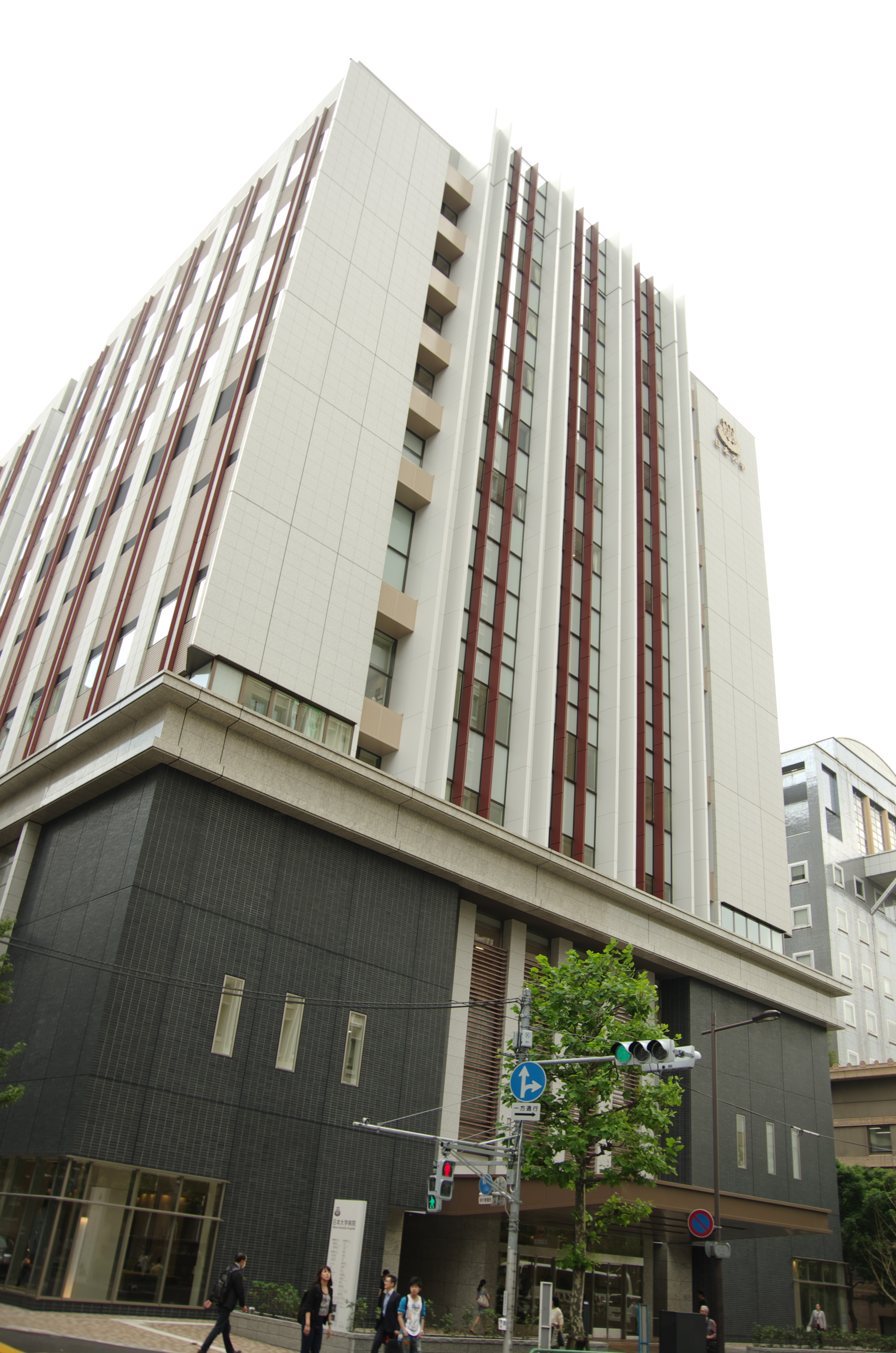
日本大学病院
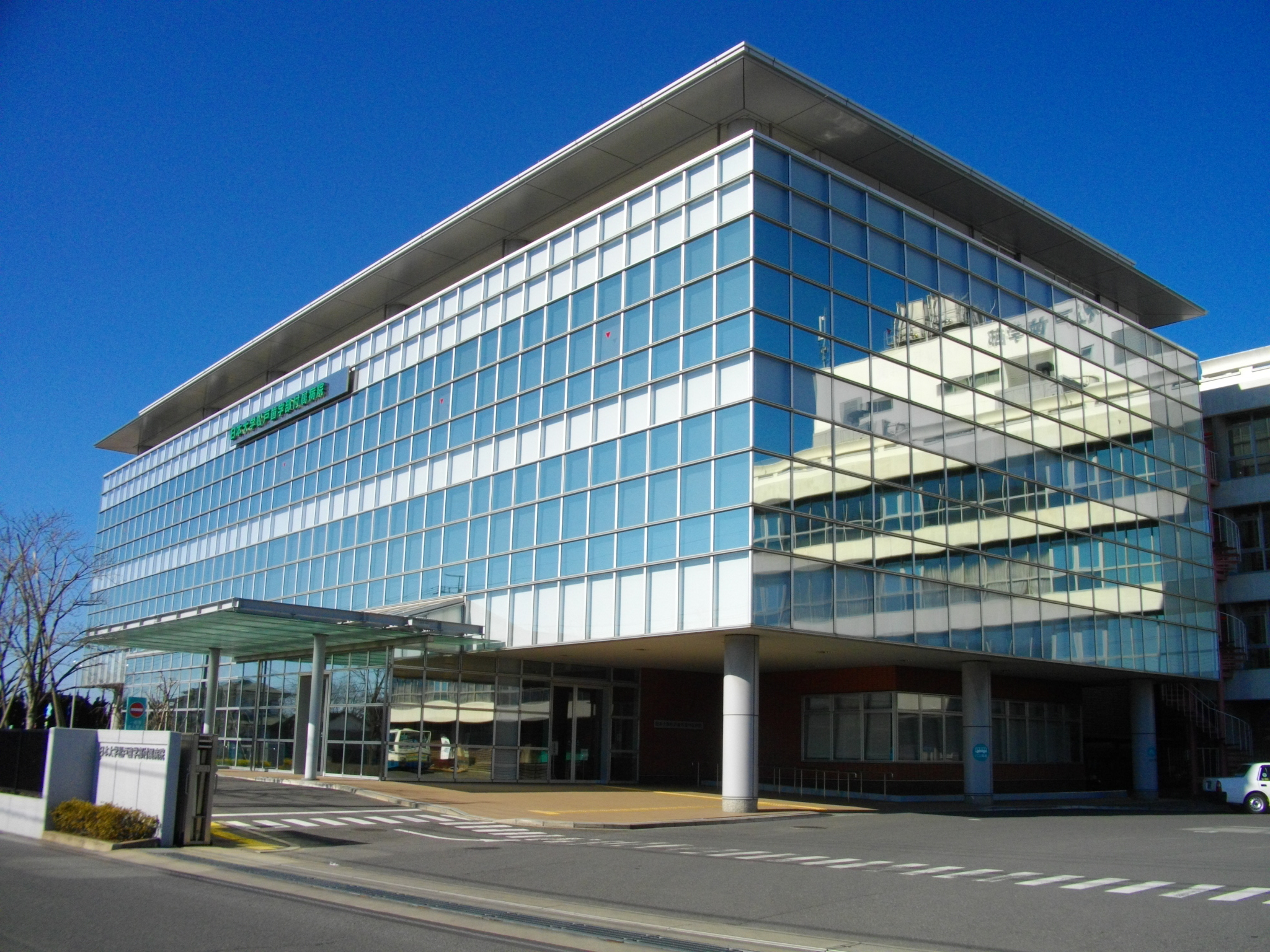
日本大学松戸歯学部付属病院
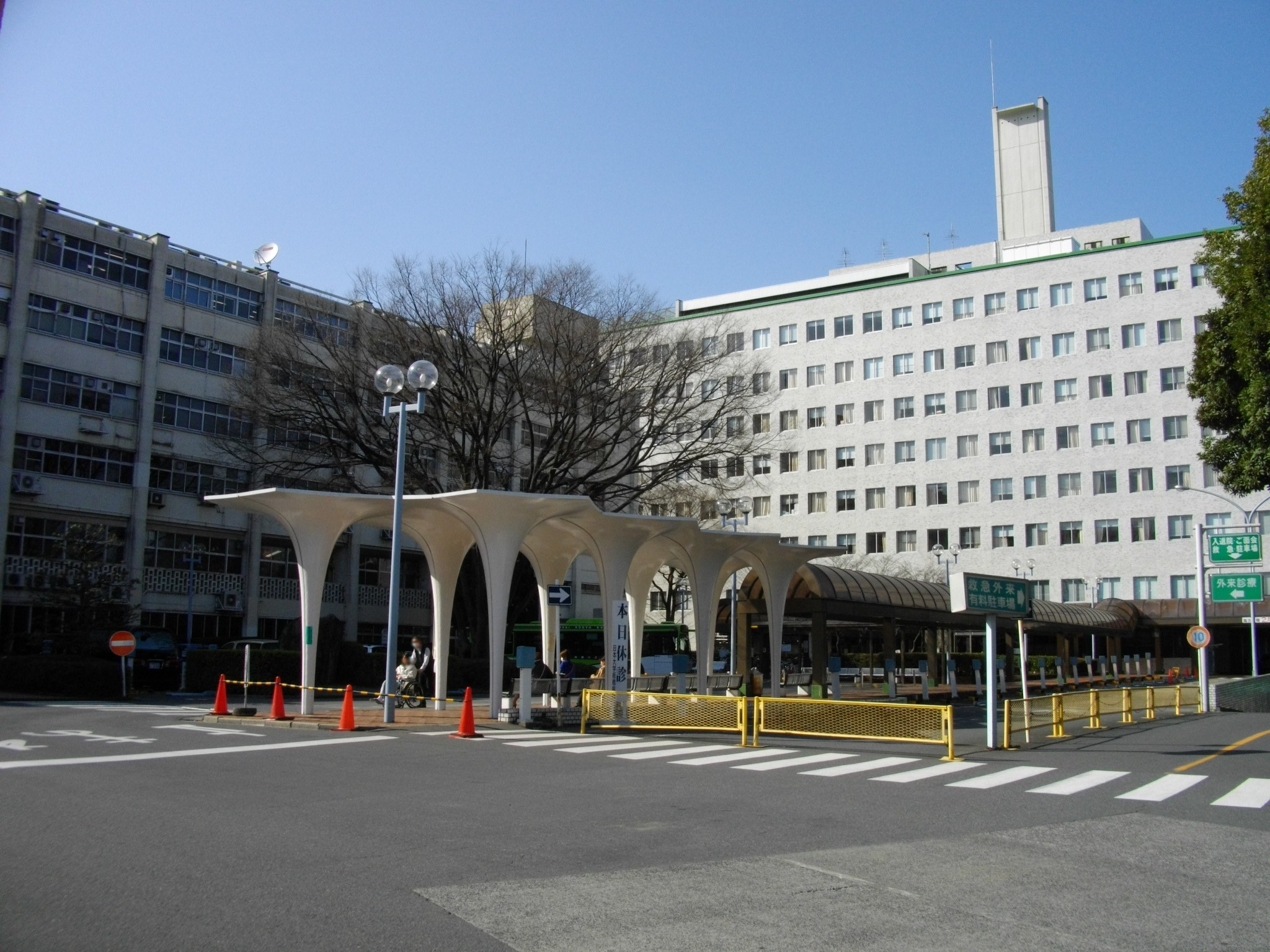
日本大学医学部附属板橋病院
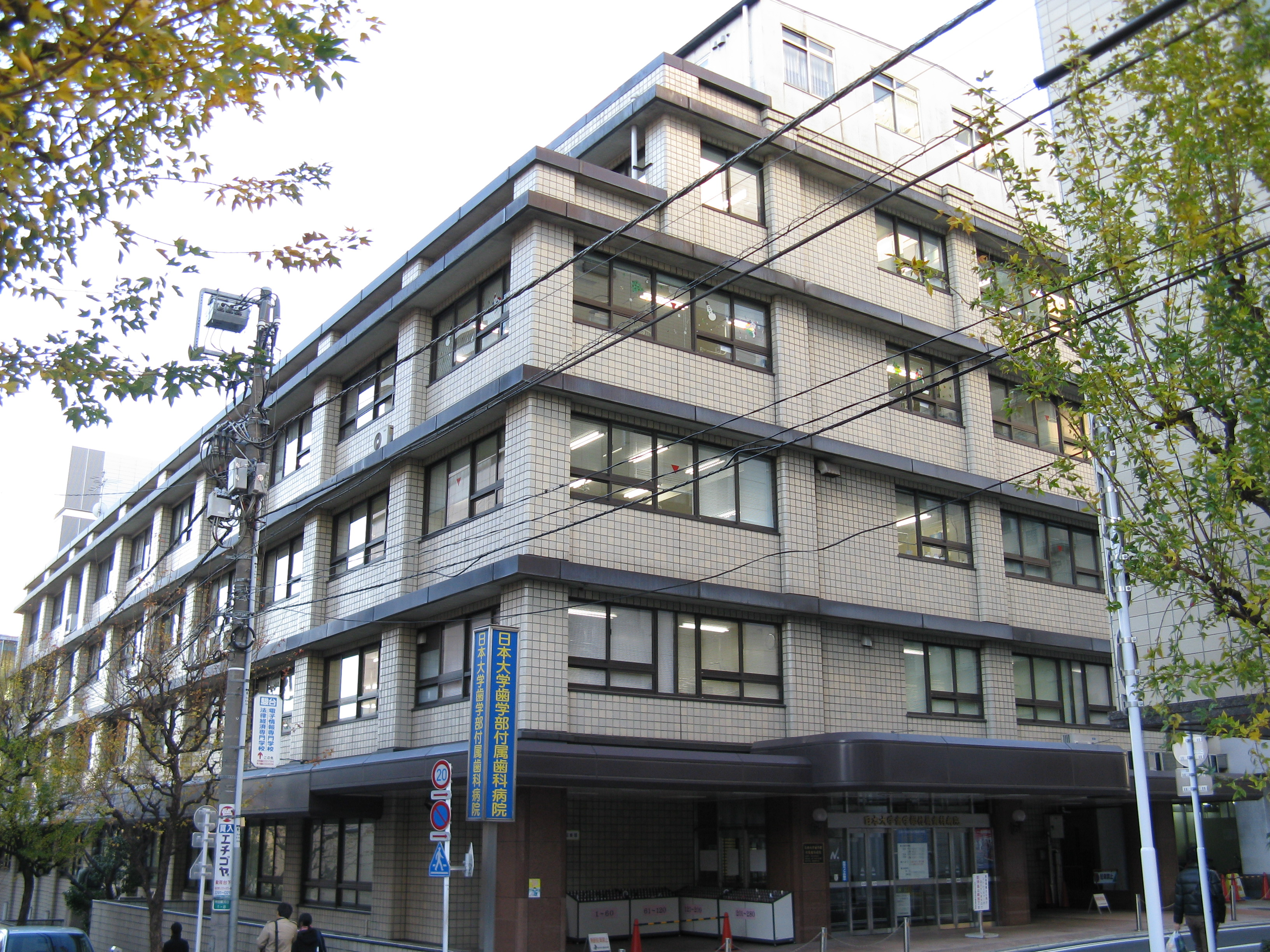
日本大学歯学部付属歯科病院
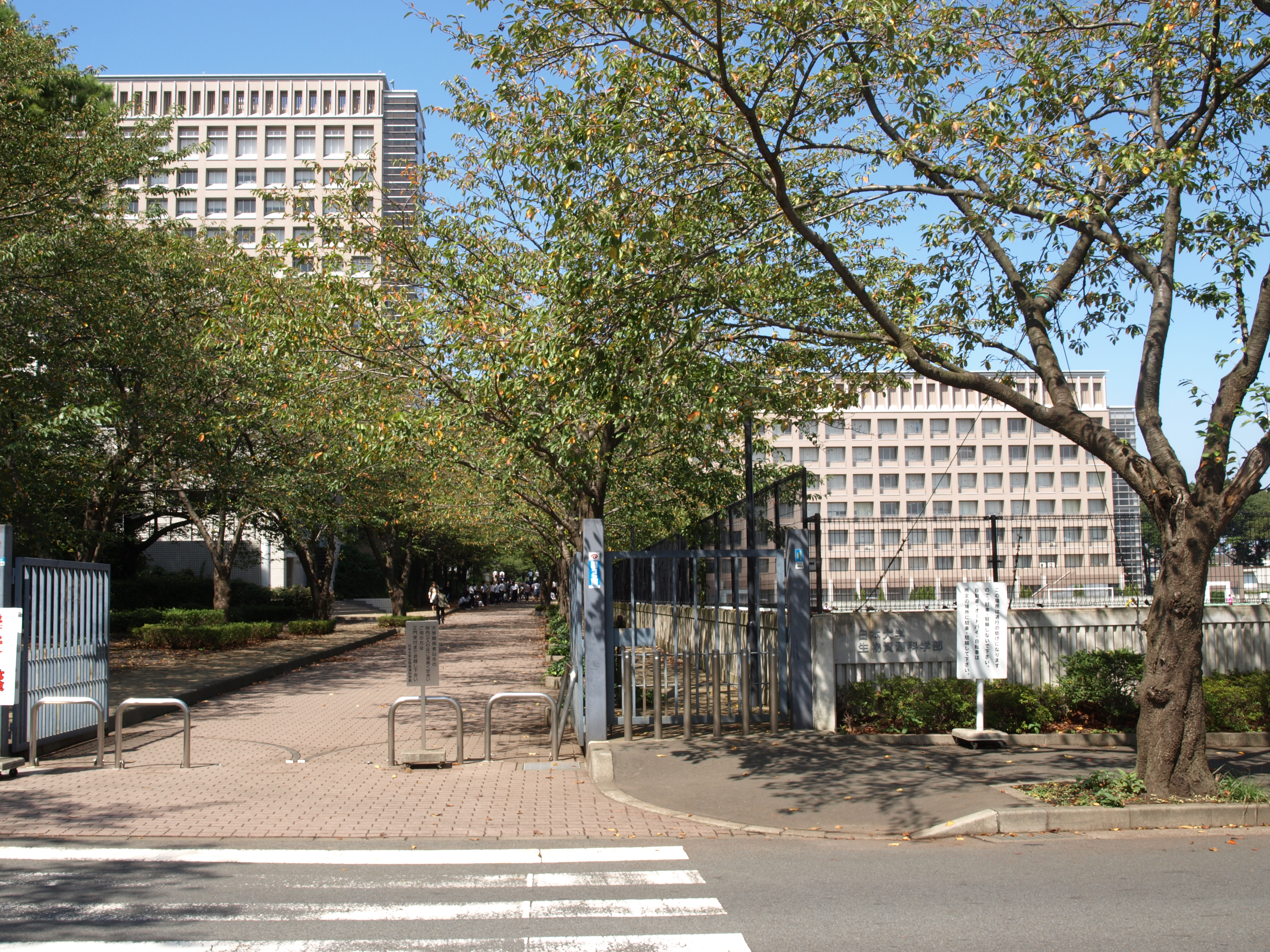
日本大学生物資源科学部動物病院
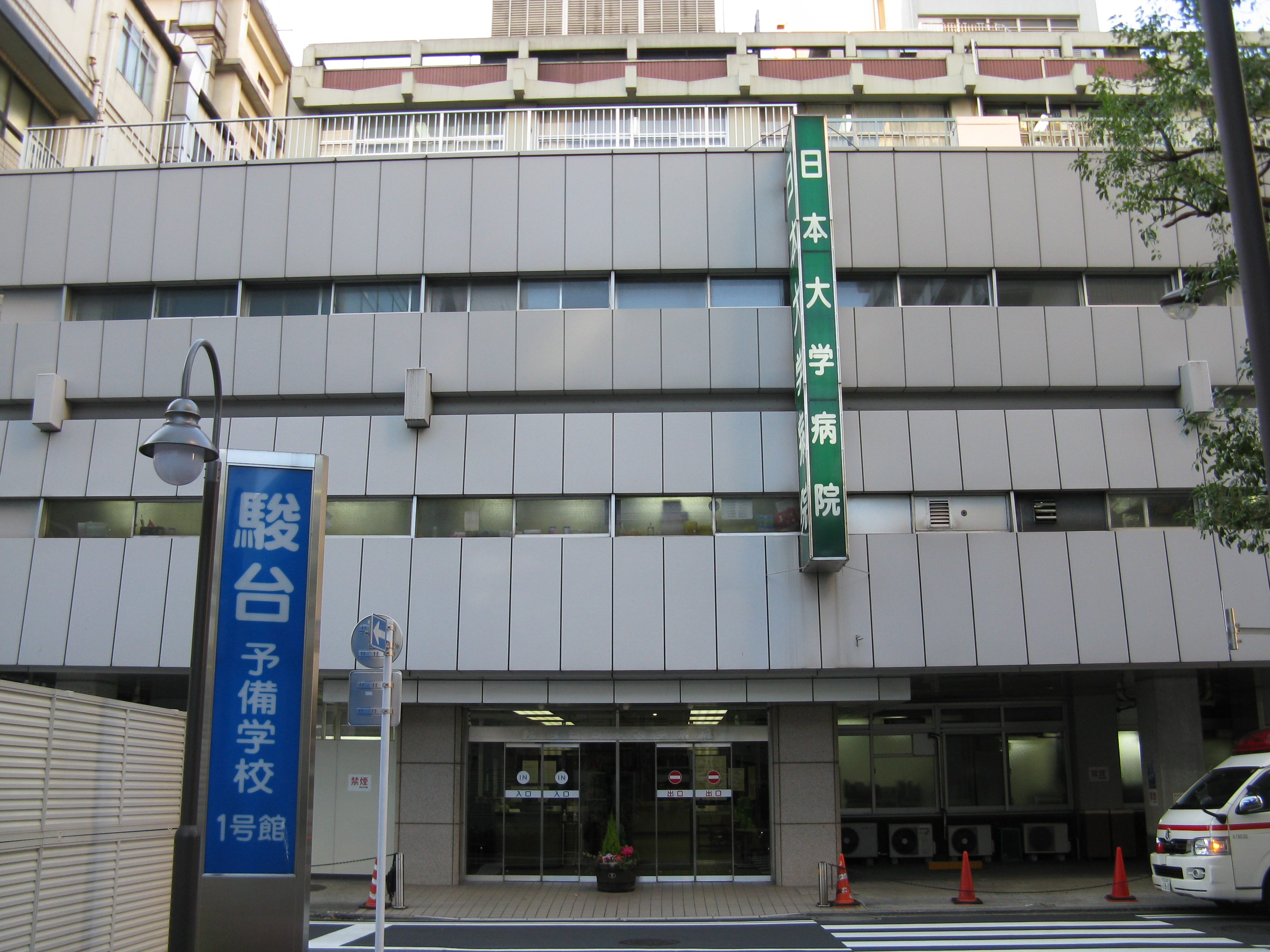
旧駿河台日本大学病院（現：日本大学病院）